# Frankfurter Ring
Der Frankfurter Ring ist eine ca. 3,4 km lange innerstädtische Hauptstraße in München. Sie führt durch die Stadtteile Milbertshofen, Schwabing und Freimann und bildet ein Teilstück des nur teilweise vollendeten Äußeren Rings.

## Beschreibung
Der Frankfurter Ring verläuft von der Moosacher Straße (Kreuzung Schleißheimer Straße) im Westen bis zum Föhringer Ring (Kreuzung Ungererstraße) im Osten. Er hat zwei Fahrstreifen pro Fahrtrichtung. An der Ingolstädter Straße führt eine Brücke eine Fahrspur pro Richtung über die ansonsten höhengleiche Kreuzung mit der Ingolstädter Straße. Der Frankfurter Ring unterquert die Hochbrücke Freimann der A 9.
Am Frankfurter Ring liegen die ehemalige Funkkaserne (206) und das Heizkraftwerk Freimann (181), südlich das Areal Domagkpark. Nördlich und östlich erstreckt sich zwischen Lilienthalallee und Knorrstraße der Euro-Industriepark, südöstlich die Studentenstadt. Über die Grünflächen entlang des Oberhofer Platzes/Christoph-von-Gluck-Platzes/Ricarda-Huch-Straße verläuft ein Grünzug zum Petuelpark.
Am Frankfurter Ring befinden sich der U-Bahnhof Frankfurter Ring der U2 und die Endhaltestelle der Tram 23, die seit dem Jahr 2009 von dort bis zur Münchner Freiheit fährt, bzw. ihre sich im Bau befindende Nordverlängerung: Tram 24, Richtung Am Hart und Kieferngarten.

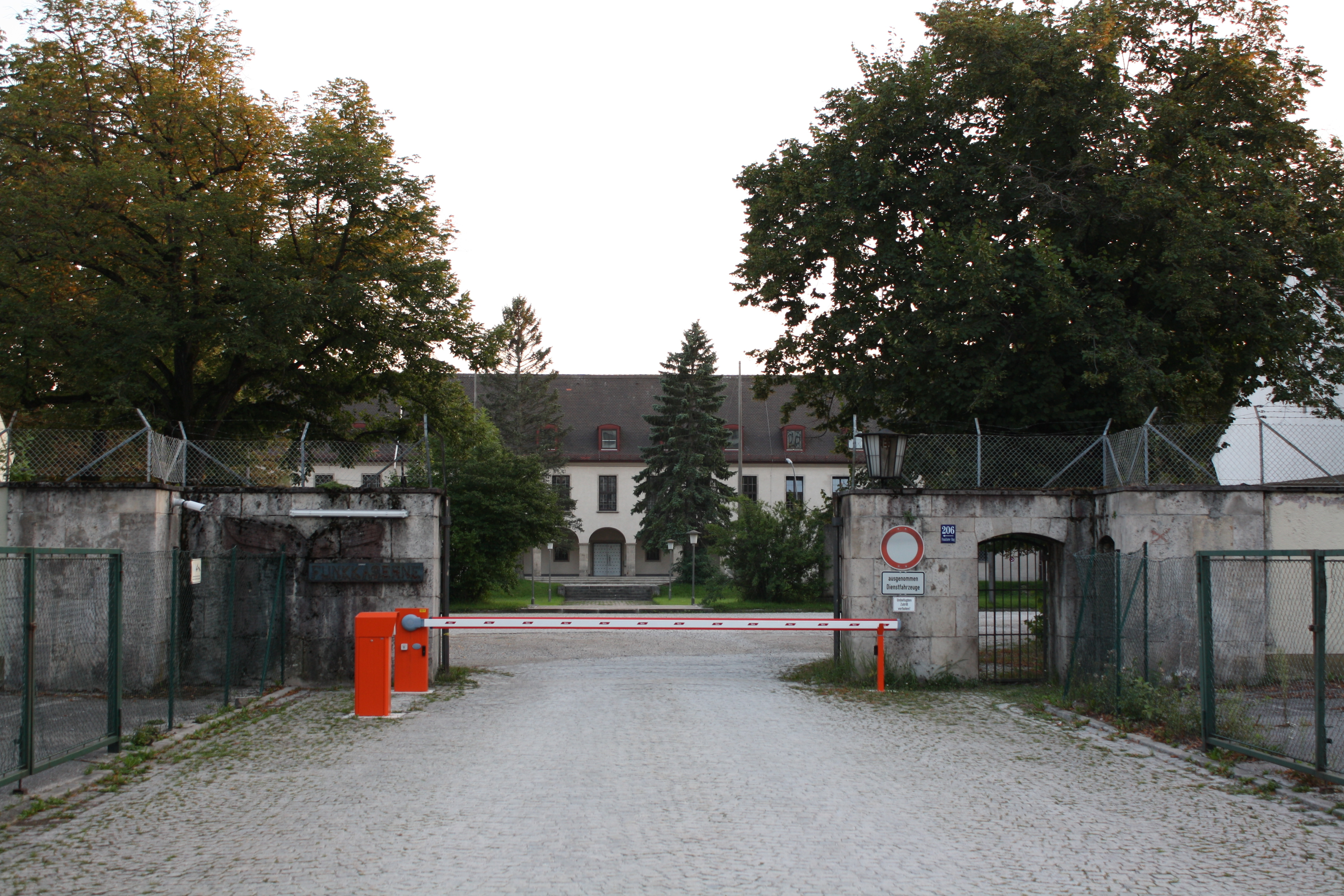
Toranlage zur Funkkaserne, im Hintergrund das denkmalgeschützte Stabsgebäude
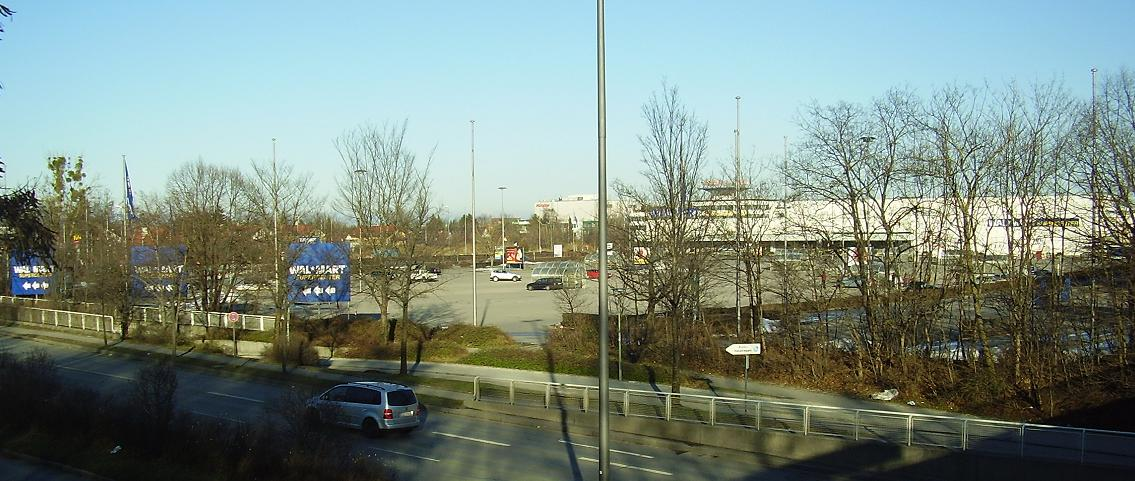
Euro-Industriepark
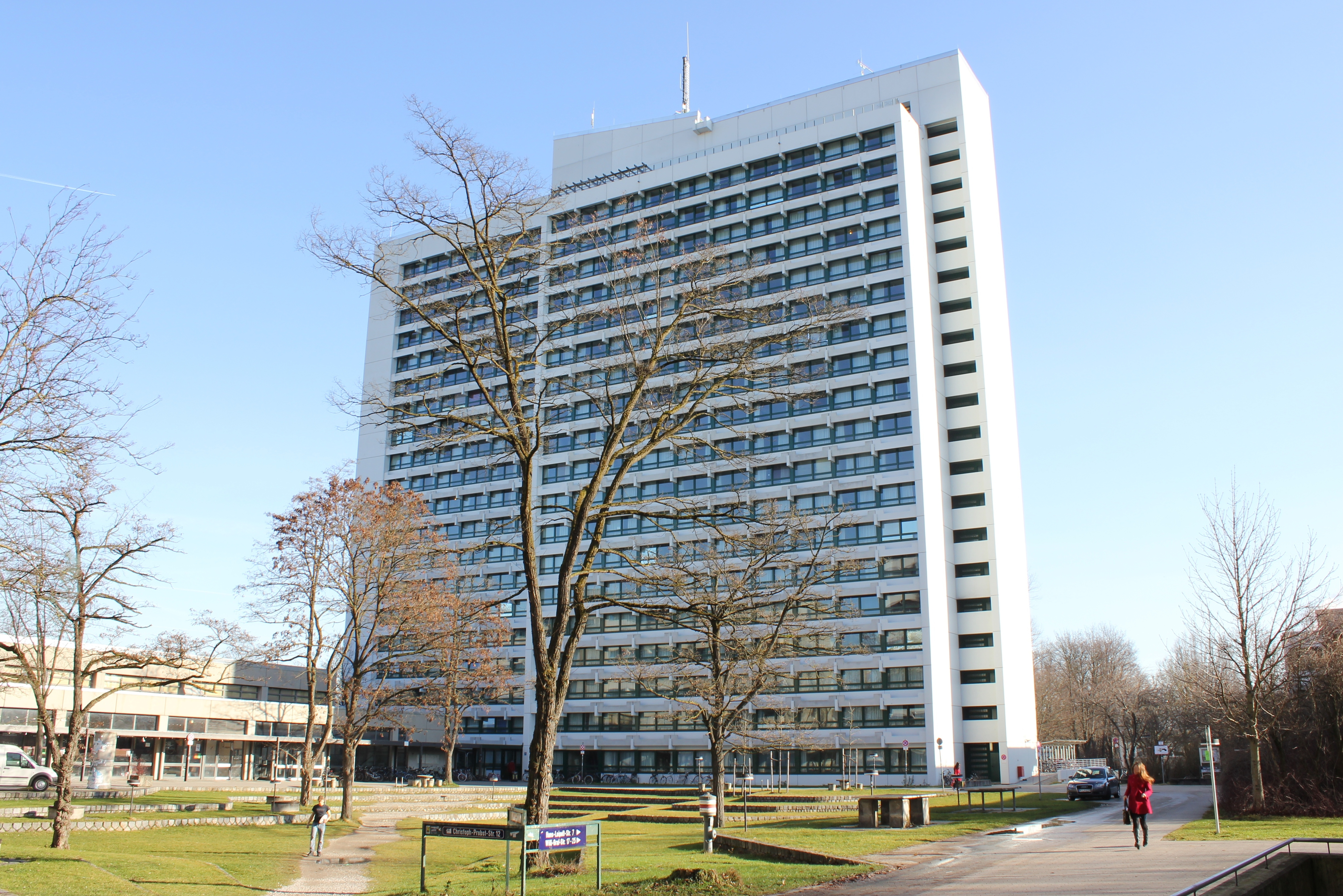
Studentenstadt
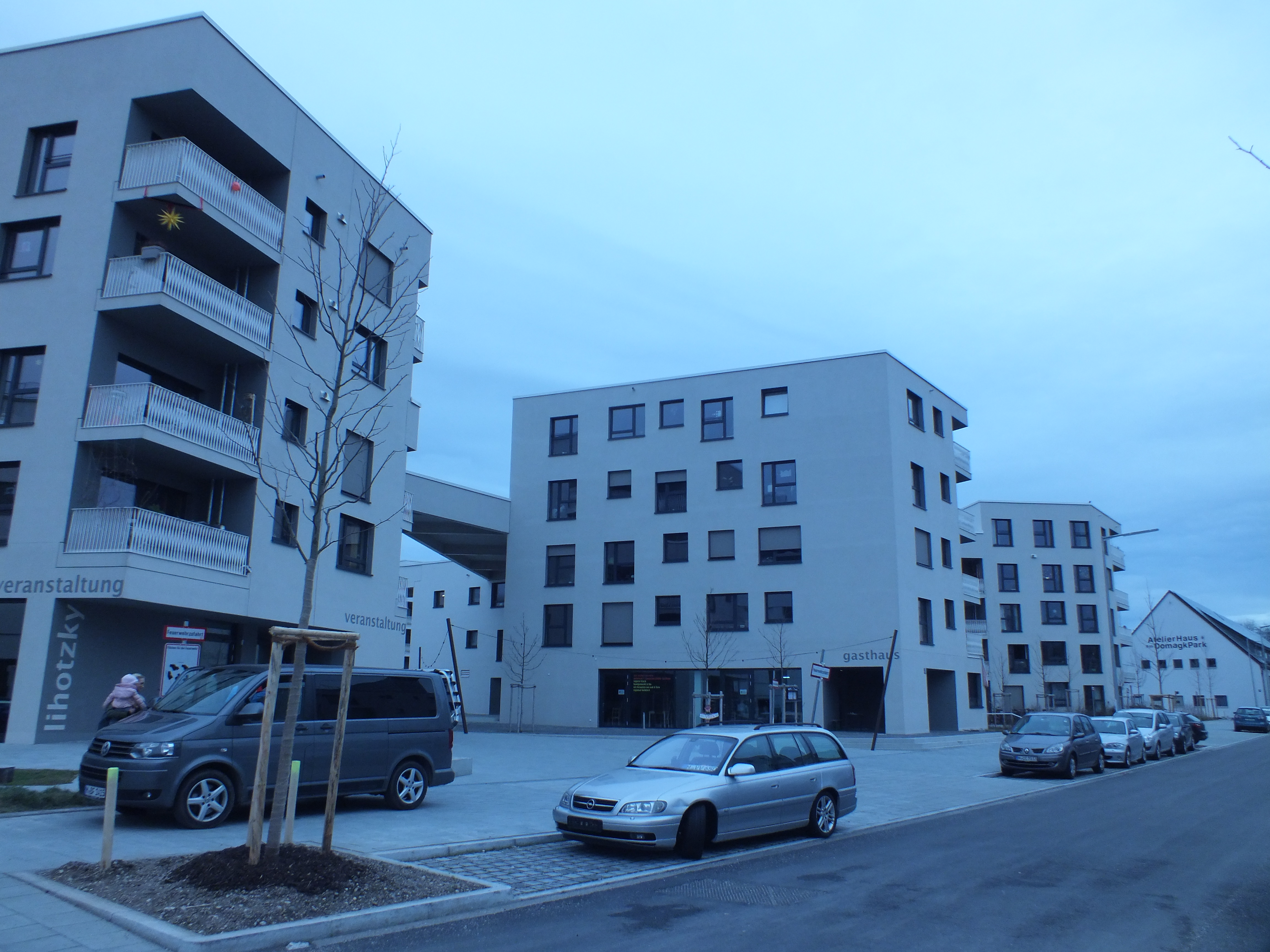
Domagkpark
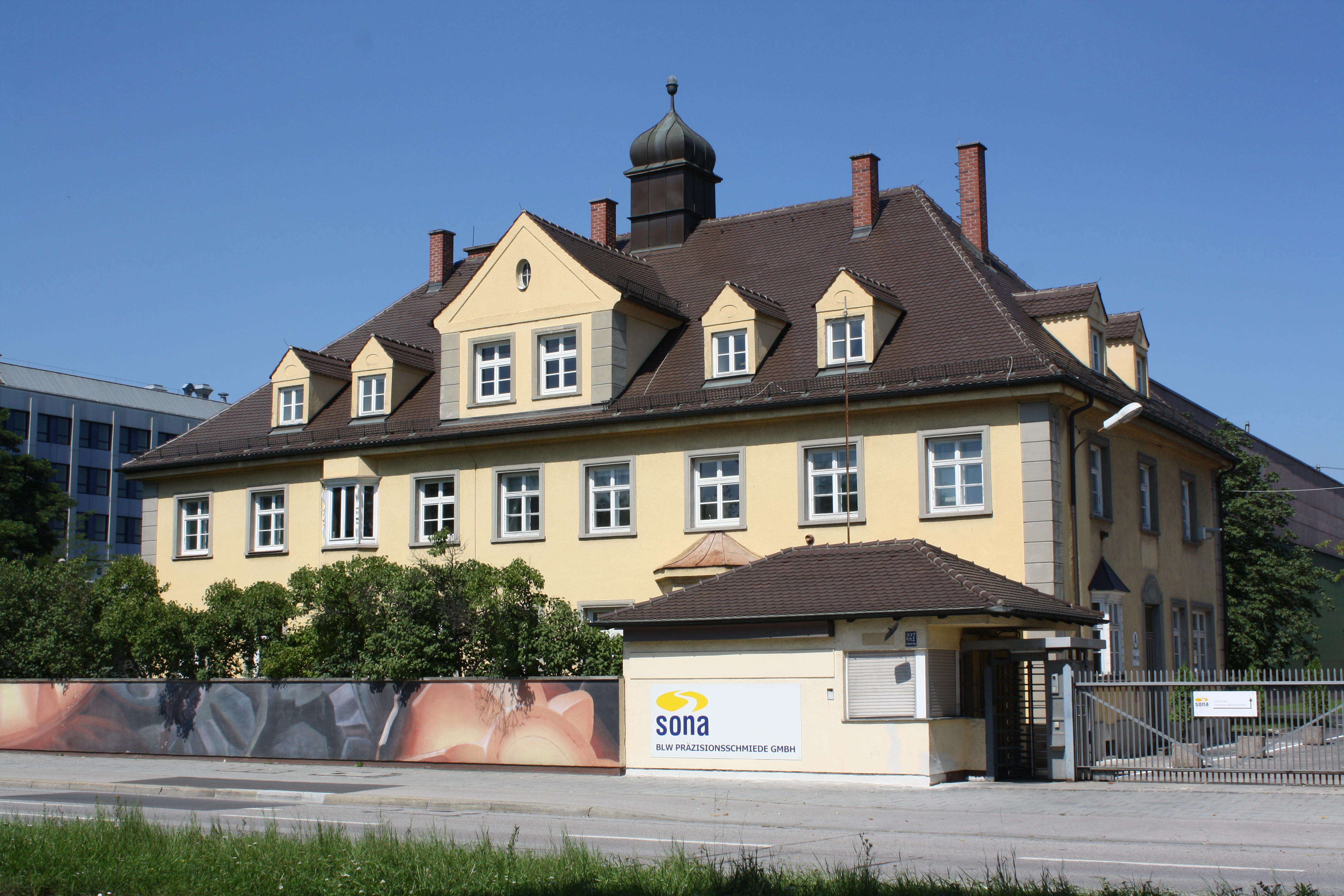
von Hermann Rimmele 1922–24 erbauter ehem. Verwaltungsbau des Bayerischen Leichtmetallwerks
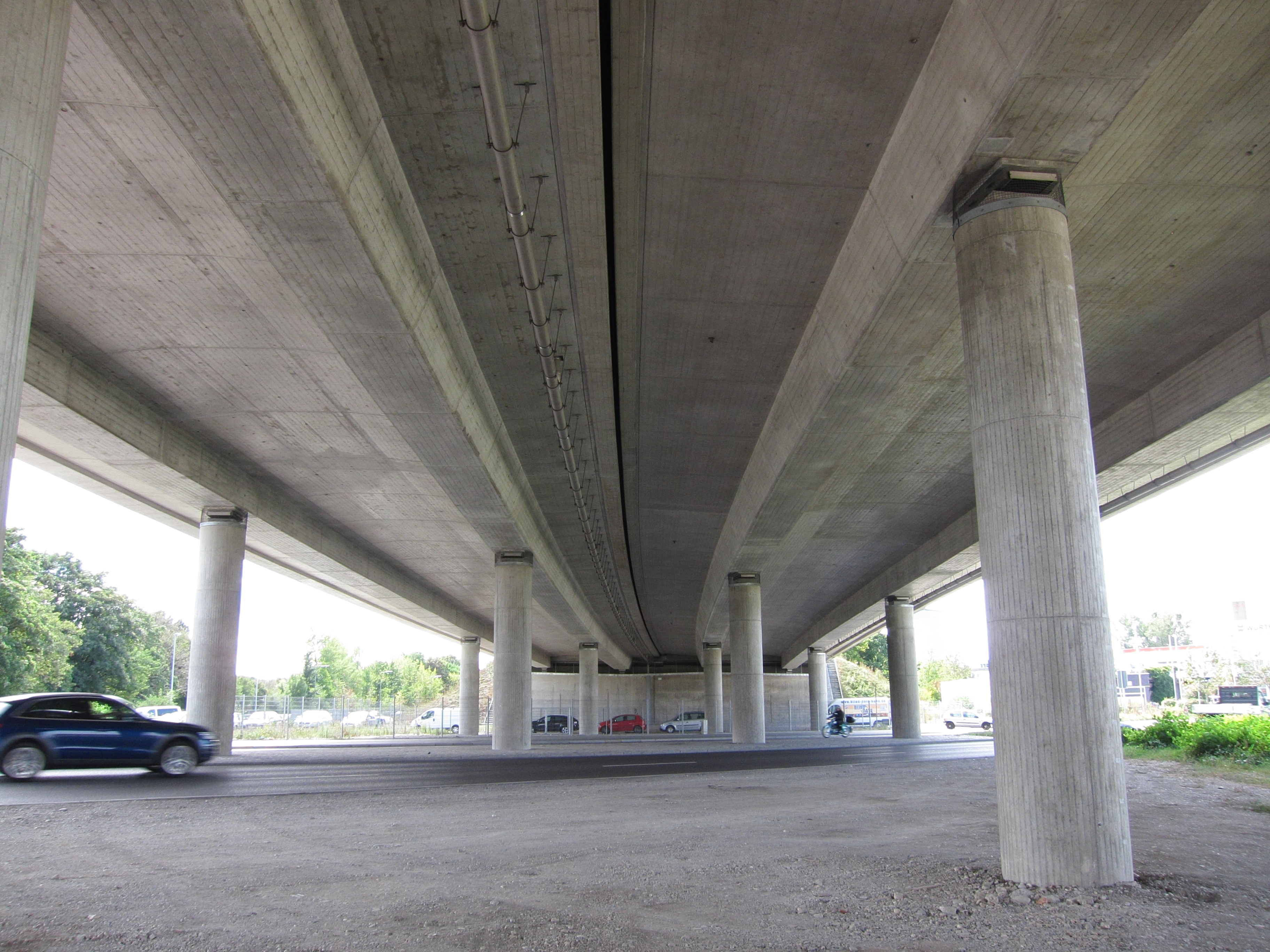
Hochbrücke Freimann

## Geschichte
Die Straße ist nach der Stadt Frankfurt am Main benannt. Am Frankfurter Ring 228 befand sich die Box Fabrik. Dort trainierten u. a. Boxgrößen wie: Muhammad Ali, Vitali und Wladimir Klitschko, Robin Krasniqi, Graciano Rocchigiani, Mario Daser oder Axel Schulz. Mit zeitweise 1000 Mitgliedern war es das größte Boxgym Deutschlands. Die Boxfabrik diente für rund 200 Filme als Kulisse.
Zwischen Ingolstädter Straße und Ungererstraße überquerte bis 1995 die Bahnstrecke München-Freimann–München-Schwabing den Frankfurter Ring mit einem Bahnübergang.